# En snes danske viser
"En snes danske viser" er et fællesværk af komponisterne Carl Nielsen og Thomas Laub der udkom som to sangbøger, den første i 1915, den anden i 1917. 
De to havde sat musik til en række sekulære danske digte af hovedsageligt 1800-talsdigtere.
Fra første sangbog er kendte sange Det er hvidt herude, Jeg bærer med smil min byrde, Nu er dagen fuld af sang og Underlige aftenlufte.
Anden samling har blandt andet Der dukker af disen min fædrenejord, Der er et land så kosteligt, Se dig ud en sommerdag og Tit er jeg glad, og vil dog gerne græde.
Billedet på forsiderne var tegnet af maleren Joakim Skovgaard.
Projekt Runeberg har skannet kopier af begge sangbøger.
Koret Musica Ficta hvor Bo Holten er dirigent har udgivet albummer med sangene fra sangbøgerne udfra indspilninger i Koncertkirken i hundredeårene for sangbogens udgivelse, 2015 og 2017.
Om samlingernes sange skrev Gerhardt Lynge:
| „ | Alle er de saa lige til, ukunstlede i Melodierne, ukunstlede i Akkompagnementerne og saa tilsyneladende velkendte, fordi de ikke er tænkt som noget selvstændigt, men som en Udløsning af, hvad der ligger i Digtene fra Digternes Side, og fordi den "Tone", de anslaar, er os saa hjemlig, "udefinerbar", ægte dansk. | “ |